# Giovanni Alberti
Pour les articles homonymes, voir Giovanni Alberti (mathématicien) et Alberti.
Giovanni Alberti (né le 19 octobre 1558 à Borgo Sansepolcro en Toscane et mort à Rome le 10 août 1601) est un peintre italien de la Renaissance actif à la fin du XVIe siècle. 

## Biographie

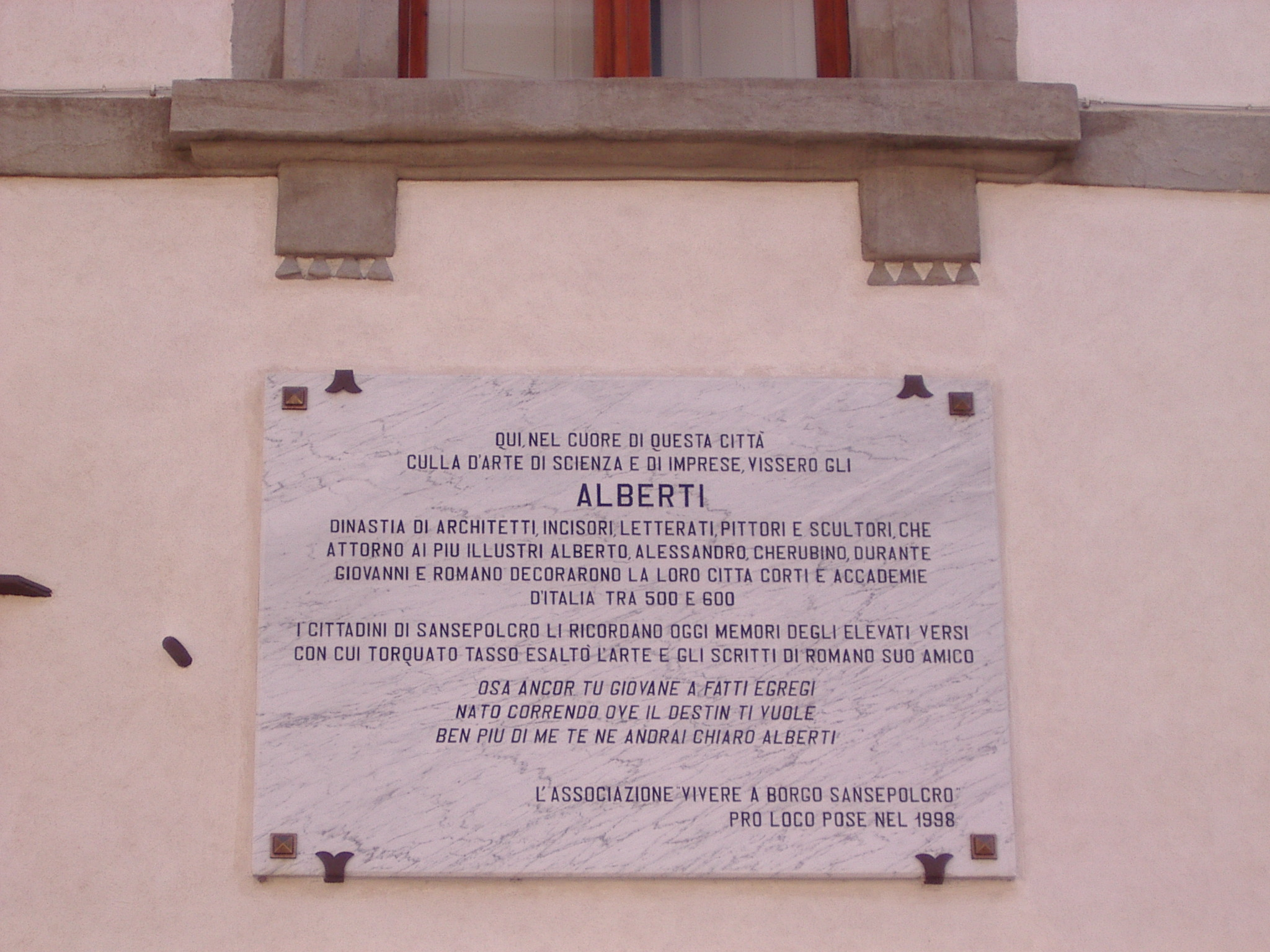
Plaque commémorative à Sansepolcro.

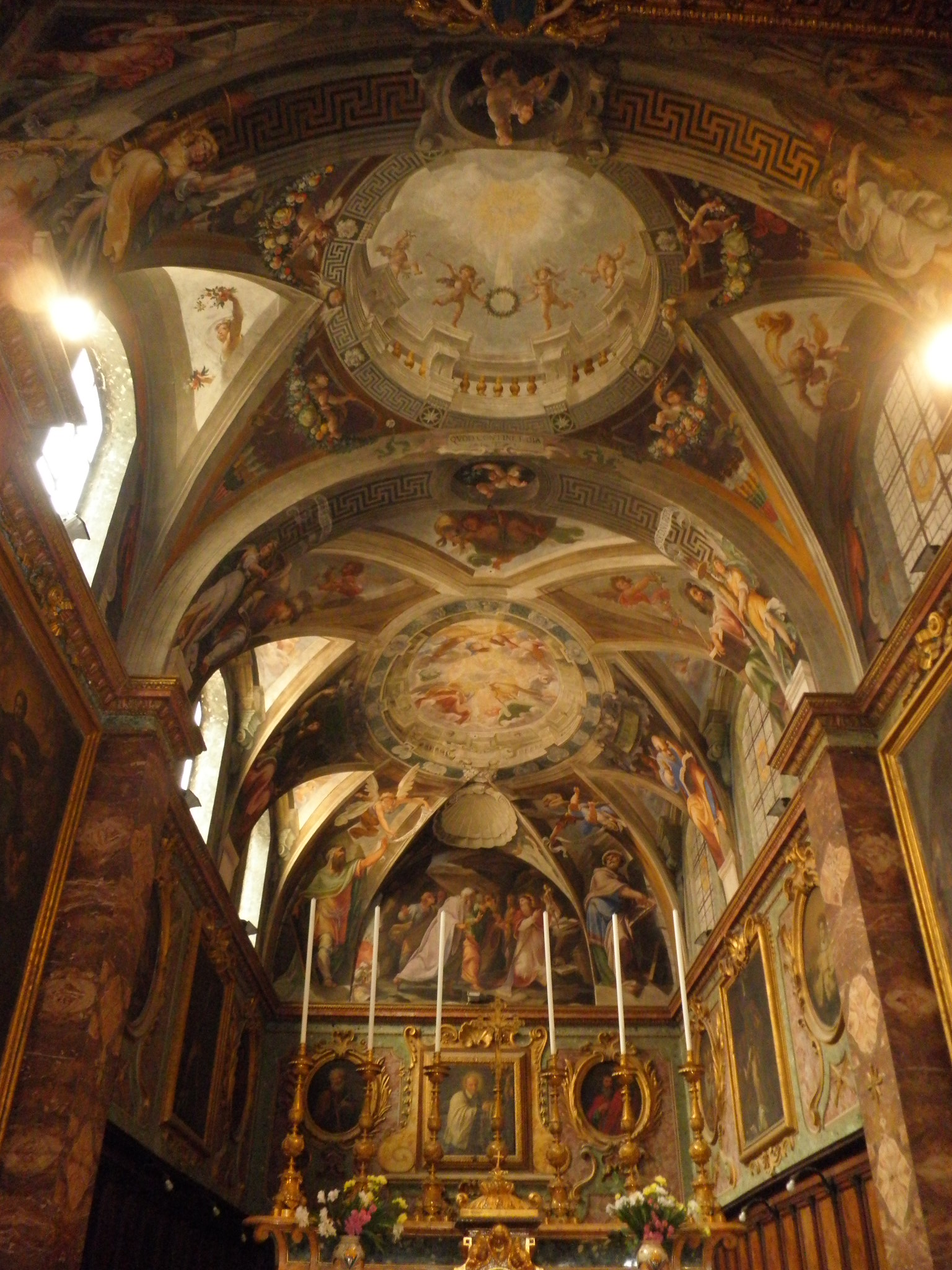
San Silvestro al Quirinale, fresques de Giovanni Alberti et de son frère Cherubino

Giovanni Alberti est un peintre italien de la Renaissance, fils  d'Alberto Alberti et frère de Alessandro et Cherubino Alberti (1533 - 1615).
Giovanni a également travaillé à Borgo Sansepolcro et Mantoue.
Il s'est distingué par ses fresques décoratives, peintes en collaboration avec ses frères où il excelle dans la perspective.

## Œuvres
- Après février 1582, il collabore à la décoration de la Sala dei Palafrenieri Vecchia (l'ancienne salle des palefronniers) et Sala degli Svizzeri (salle des Suisses) au Vatican.
- En 1586, à Sabbioneta près de Mantoue, il assiste son frère Alessandro au Palazzo Ducale où il peint des colonnades fictives sur les murs au fond de la Galleria degli Antichi (galerie des Anciens).

## Dessins et études préparatoires
- Projet de plafond avec deux allégories de la Géométrie et de l'Astronomie, plume encre brune et lavis brun, H. 17.6 ; L. 28.5 cm[1]. Paris, Beaux-Arts[2]. Dessin préparatoire pour un décor commandé par Felice Peretti en 1590.